# Ernesto de Vasconcelos
Ernesto Julio de Carvalho Vasconcelos (Almeirim, 17 de septiembre de 1852 - Lisboa, 15 de noviembre de 1930), más conocido como Ernesto de Vasconcelos fue un geógrafo, escritor y explorador  portugués, militar de la Armada Portuguesa, de la cual llegó a ser vicealmirante. Fue presidente de la Sociedad Geográfica de Lisboa y autor de multitud de obras sobre las colonias y los descubrimientos de Portugal. 

## Biografía
El padre de Ernesto de Vasconcelos era el médico-cirujano Antonio Germano Falcão de Carvalho, que ejercía en Almeirim, y su madre era María Amalia Lobão de Vasconcellos, hija de un capitán de fragata. 
Ernesto continuó la tradición militar de su abuelo materno y con 11 años ya entró a estudiar en la Armada Portuguesa. Con 23 años de edad, en 1879, ya era guardia de marina, especializándose en temas hidrográficos y colaborando en diversos trabajos en los entornos de la costa portuguesa y los ríos Tajo y Guadiana.
Posteriormente desarrolló su labor en las colonias africanas de su país, donde participó en diferentes trabajos cartográficos. Sus trabajos geográficos y cartógráficos fueron alabados, llegando a invitársele a varias comisiones de delimitación de fronteras, como la del Timor Portugués (con Hermenegildo Capelo, entre otros), en la que se trataron las delimitaciones fronterizas de Angola, Sudáfrical, y Timor. 
En 1887, siendo teniente, elaboró un proyecto para la uniformización internacional de los servicios de faros costeros que se remitió a todos los países con costa marítima.
Posteriormente presidió la comisión de cartografía del Ministerio de la Marina y Ultramar y fue profesor de la Escuela Naval de Portugal y de la Escuela Colonial de Portugal, así como del Instituto de Altos Estudois Ultramarinos. 
Desde los 25 años fue socio de la Sociedad Geográfica de Lisboa, la cual terminaría presidiendo y de la cual terminaría siendo nombrado secretario vitalicio.
Junto con sus intereses navales y geográficos, también participó en la vida política, siendo diputado y jefe del gabinete de varios ministros.
Además de todo lo anterior, perteneció a la Masonería.

## Premios y reconocimientos (selección)
- Carta de conselho otorgada por el rey Carlos I de Portugal.

## Publicaciones (selección)
A lo largo de su vida publicó más de 50 títulos, de en entre las cuales destacan las siguientes:
- 1884 a 1886. Astronomía Fotográfica
- 1887: Uniformización internacional de boyas y balizas marítimas
- 1892: Relaçión de mapas, planos, plantas y vistas pertenecientes al Ministerio de Marina y Ultramar, con algunas notas y noticias.
- 1916: Subsidios para la Historia de la Cartografía Portuguesa de los siglos XVI, XVII y XVIII.